# Pat Halcox

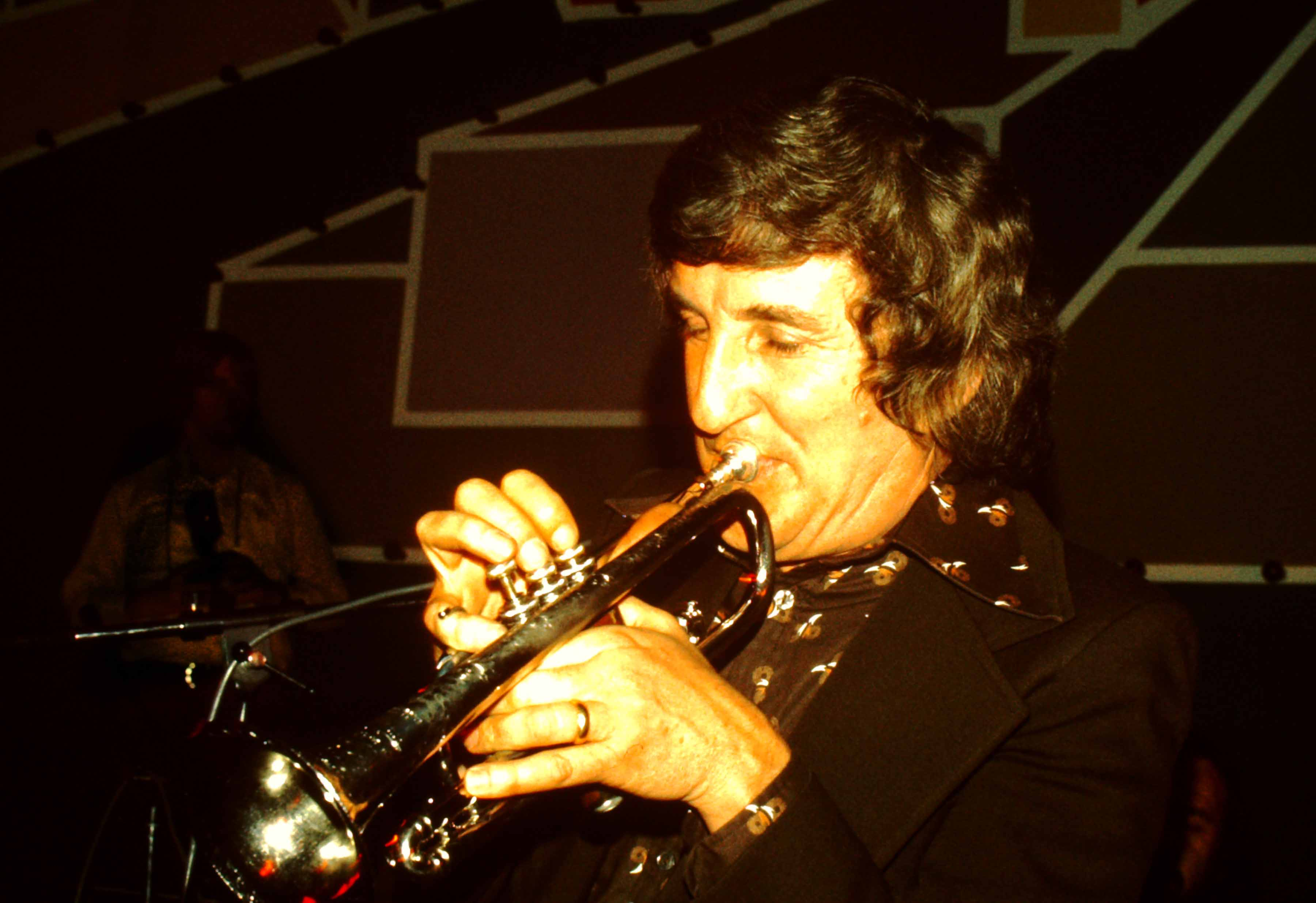
Pat Halcox (Göppingen 1975)

Patrick Pat John Halcox (* 18. März 1930 in Chelsea, London; † 4. Februar 2013) war ein britischer Jazzmusiker (Trompete und Gesang).
Halcox, der früh Klavierunterricht hatte und während seiner Militärzeit Posaune spielte, trat in den frühen 1950er Jahren mit der Brent Valley Jazz Band und der Albermarle Jazz Band auf. Von 1954 bis 2008 gehörte er als Trompeter zur Band von Chris Barber. Außerdem sang er auch, zum Beispiel Ice Cream, einen der bekanntesten Klassiker der Band, zu dem er auch den neuen Text beisteuerte. Daneben leitete er in den 1970er und 1980er auch die Pat Halcox All-Stars.